# Adolf Steinig
Adolf Steinig (* 7. Oktober 1939) ist ein ehemaliger deutscher Fußballspieler, der für Rot-Weiss Essen in der Saison 1966/67 25 Bundesligaspiele bestritt.

## Werdegang
Steinig durchlief die Jugendstationen bei Rot-Weiss Essen und debütierte am 9. November 1958 unter Trainer Raymond Schwab in der damals erstklassigen Fußball-Oberliga West. Bei der 1:3-Auswärtsniederlage gegen Fortuna Düsseldorf agierte der Nachwuchsspieler im damals üblichen WM-System als rechter Außenläufer neben den erfahrenen Mitspielern Fritz Herkenrath, Heinz Wewers und Helmut Rahn. In den nächsten zwei Runden, 1959/60 und 1960/61, gehörte der Defensivspieler der RWE-Stammbesetzung unter Trainer Willi Multhaup an. Überraschend stieg die Elf von Vereinschef Georg Melches im Sommer 1961 in die 2. Liga West ab. Steinig wird mit 56 Oberligaeinsätzen und einem Tor geführt. In den letzten zwei Runden des alten Oberligasystems, 1961/62 und 1962/63, kamen die Rot-Weißen in der Zweitklassigkeit nicht über die Plätze fünf und sechs hinaus. Steinig absolvierte in der 2. Liga West 57 Pflichtspiele. Auch in den ersten zwei Runden der neu eingeführten Fußball-Regionalliga West, 1963/64 und 1964/65, konnte die Mannschaft von der Hafenstraße unter Trainer Fred Harthaus nicht in den Kampf um den Aufstieg eingreifen. In der dritten Regionalligasaison, 1965/66, erreichte RWE unter Trainer Fritz Pliska die Vizemeisterschaft. In der Aufstiegsrunde setzten sich Steinig und seine Kollegen gegen den FC St. Pauli, den 1. FC Saarbrücken und den 1. FC Schweinfurt 05 durch und schafften den Aufstieg in die Bundesliga.
Am ersten Spieltag der Saison 1966/67, den 20. August 1966, debütierte Steinig mit den Rot-Weißen beim MSV Duisburg in der Bundesliga. Bei der 0:2-Niederlage spielte er auf seiner Stammposition des rechten Verteidigers. Auch am 34. Spieltag, den 3. Juni 1967, bei der 0:1-Niederlage beim VfB Stuttgart durch ein Tor von Gilbert Gress, verteidigte er für die Elf aus Essen. Zusammen mit Torhüter Fred-Werner Bockholt und Werner Kik bildete er das Schlussdreieck. Als 18. der Tabelle stieg RWE sofort wieder in die Regionalliga West ab. Steinig hatte 25 Bundesligaspiele neben Mitspielern wie Heinz Simmet, Peter Dietrich, Willi Lippens, Herbert Weinberg und Willi Koslowski absolviert.
In den folgenden zwei Runden in der Regionalliga, RWE erreichte 1967/68 und 1968/69 jeweils die Vizemeisterschaft, kam Steinig nur noch vereinzelt (14 Spiele) unter den Trainern Erich Ribbeck, Kuno Klötzer und Willi Vordenbäumen zum Einsatz. Jetzt bildete Kik mit Heinz Stauvermann das Verteidigerpaar. Seinen letzten Pflichtspieleinsatz absolvierte Steinig am 15. Dezember 1968 beim Auswärtsspiel gegen den Lüner SV. Der athletische und kämpferische Abwehrakteur spielte bis 1969 für die Elf aus Bergeborbeck in der Oberliga, 2. Liga, Regionalliga und der Bundesliga. Er kam auf 222 Einsätze für RWE.
Zur Saison 1969/70 wechselte er zur SSVg Velbert, die gerade in die Regionalliga West aufgestiegen war, jedoch nach der Saison 1969/70 gleich wieder in das Amateurlager abstieg. Bei den Blau-Weißen vom Stadion Sonnenblume in Velbert kamen für Steinig nochmals 22 Regionalligaeinsätze mit einem Treffer hinzu. Steinig blieb auch nach dem Abstieg in Velbert und ließ seine Karriere in der Verbandsliga Westfalen ausklingen.